# Storia della Società Sportiva Calcio Bari

## Dagli inizi del calcio a Bari agli anni venti

### Le origini (1908-1915)

La prima formazione del Bari del 1908.

La prima squadra di calcio fondata a Bari, nonché nell'intera regione Puglia, fu l'effimero Club Foot-Ball Challenge, sorto nel 1901 per iniziativa di un gruppo di studenti. Risale, invece, al 15 gennaio 1908 la costituzione del primo sodalizio stabile della città, il Foot-Ball Club Bari. Come nel caso di molte altre squadre di calcio italiane, la fondazione del Bari fu caratterizzata, oltre che dall'apporto di sportivi locali (tra cui qualche reduce dell'esperienza del Club Football Challenge), dalla partecipazione di alcuni forestieri: Floriano Ludwig, austriaco trapiantato a Bari che fu il principale fondatore, Gustavo Kuhn, svizzero, cui si aggiunse Giovanni Tiberini, marchigiano trapiantato a Bari che capeggiava figli di commercianti baresi.
Nella prima formazione si riconosce lo stesso Ludwig, il primo in piedi da sinistra, insieme ad altri stranieri, a Bari per lavoro, e baresi: a fianco di Ludwig in piedi da sinistra Barther, inglese e Bach, svizzero, al centro Attoma, Roth, svizzero, e Labourdette spagnolo, in basso Jovinet, francese, Giordano, Gazagne, francese, Randi e Ziegler.
Originariamente i calciatori indossavano maglia granata e pantaloncini bianchi e giocavano principalmente contro marinai inglesi al Campo San Lorenzo (la piazza d'armi di Bari, di proprietà militare) nel quartiere San Pasquale.

#### L'esordio nel calcio dell'Italia meridionale e la nascita di Liberty e Ideale
Sebbene il club fosse stato fondato molto presto rispetto ad altri la squadra, come la quasi totalità di quelle allora esistenti nel Sud Italia, non era ben rappresentata nei campionati del calcio italiano, per cui il F.B.C. Bari prese parte a poche stagioni ufficiali (ossia organizzate dalla F.I.F., F.I.G.C. dal 1909).
Nel Meridione, nel periodo antecedente alla prima guerra mondiale solo la Campania risulta (al momento) disputasse annualmente un campionato regionale ufficiale.
Dal F.B.C. Bari (che presto arrivò a contare cinque squadre, a seconda dell'età degli appartenenti) si scissero due società sportive: nel 1908 l'Unione Sportiva Ideale (che giocò inizialmente in maglia blu con stella bianca sul lato sinistro del petto e pantaloncini bianchi; strisce nero-verdi adottate invece nel 1915), nel 1909 il Foot-Ball Club Liberty (che portò colori rosso-blu a bande orizzontali e short bianchi, poi variati nel 1915 in bianco-blu verticali). Queste tre formazioni si cimentavano in amichevoli stracittadine e contro squadre organizzate da marinai sbarcati a Bari e in seguito in incontri e tornei (sempre a carattere non ufficiale) con altre formazioni pugliesi, anche se inizialmente al Liberty e all'Ideale (formate prevalentemente da adolescenti) erano precluse le sfide contro le prime squadre e le gare più rilevanti.
I primi campionati ufficiali delle camicie rosse della Bari, menzionati dalle fonti a disposizione sono quelli della stagione 1909-1910: la prima squadra perse il piccolo Campionato Meridionale di Seconda Categoria (la seconda serie calcistica dell'epoca; stando ai dati finora pervenuti il campionato meridionale sarebbe stato il primo girone interregionale ufficiale disputato nel Mezzogiorno) contro il Naples Foot-Ball Club (per effetto del 6-2 dei partenopei a Napoli, all'andata e dello 0-2 a tavolino per forfait del Bari al ritorno), mentre la formazione riserve (seconda squadra) vinse a punteggio pieno il girone regionale di Terza Categoria contro le prime squadre di Sporting Club Lecce e Pro Italia di Taranto.
Nella stagione successiva i biancorossi persero la seconda edizione del campionato meridionale giocato con il Naples, per effetto di un pareggio interno e una sconfitta (rispettivamente 2-2 il primo e 7-0 il secondo risultato, nel capoluogo campano). Nel 1915, in periodo di guerra, il F.B.C. Bari venne sciolto, mentre Liberty e Ideale riuscirono appena a sostenersi finanziariamente per non chiudere l'attività (causa anche la forte mancanza di atleti, partiti tutti per il fronte).

### La rifondazione nel primo dopoguerra e gli anni venti (1924-1927)
Dopo la fine della guerra il FBC Bari non fu momentaneamente ricostituito e il Liberty, che era sempre stato riconoscente del "ceppo d'origine" del FBC Bari e si organizzava sempre meglio, raccoglieva l'eredità sportiva del Bari originario (lo stesso Ludwig ed il suo collaboratore Kuhn divennero alti dirigenti del club biancoblù). La rivalità reciproca fra Liberty e Ideale si accresceva con il passare del tempo e presto lo stesso Liberty identificò gli aristocratici e i borghesi, l'Ideale i proletari.
Il 16 gennaio 1924 il FBC Bari fu rifondato, ma non dagli stessi soci di sedici anni prima ed ebbe accesso in Prima Divisione. Partecipò quindi, per la prima volta insieme a libertiani e idealisti, ad una competizione ufficiale nella stagione 1924-25 (nel frattempo, il Liberty aveva già avuto accesso ai campionati ufficiali nel 1921, l'Ideale nel 1922), che terminò in fondo al proprio girone. Sospesa l'attività ufficiale nel 1925, il FBC Bari militò infine nella Terza Divisione 1926-1927, giungendo ultimo nel suo raggruppamento e sciogliendosi di lì a poco (in questi tre anni fu poco seguito, perché ormai a Bari e Provincia le attenzioni erano fervidamente rivolte a Liberty e Ideale).

## Dal 1928 alla seconda guerra mondiale (1928-1945)

### La nascita dell'U.S. Bari e la Serie B (1928-1931)
Nell'anno sportivo 1927-1928, alla fine di un campionato di vertice in Prima Divisione (allora corrispondente al secondo livello calcistico nazionale), il Liberty (rinominato "Bari Football Club" dal febbraio del 1927) raggiunse per la prima volta la Divisione Nazionale con la decisiva vittoria per 5-3 sulla Fiorentina, avvenuta a Bari il 15 gennaio 1928.
A campionato concluso, come in diverse altre città d'Italia (per esempio Salerno, Napoli, Firenze e Roma), anche il Bari F.C. (già Liberty) e l'Ideale si fusero nell'Unione Sportiva Bari il 27 febbraio 1928. La nuova U.S. Bari fu la prima formazione pugliese della storia che partecipò al massimo campionato di Calcio.
A partire dalla stagione 1928-29 il Bari cominciò a indossare maglie bianche con risvolti rossi e pantaloncini bianchi (riprendendo i colori dell'effigie comunale). Il 22 settembre 1928, Alfredo Bogardo, giornalista della testata locale "Cinesport", riprendendo l'idea di Carlo Bergoglio del Guerin Sportivo, lanciò un referendum popolare per assegnare un simbolo al Bari ed ai suoi giocatori: il più votato fu il galletto (che prevalse su aquilotti, scoiattoli, passerotti e gazzelle). Il nome "pettirossi", coniato dalla Gazzetta del Mezzogiorno, ebbe invece breve durata.

L'U.S. Bari del 1928, dopo la "fusione" (ancora in maglia a strisce bianche e blu).

I baresi giocavano le gare di casa nel Campo degli Sports; uno stadio costruito nel rione barese di Carrassi nel dicembre del 1925, dalla Società Anonima S.A.S., su iniziativa del Liberty.
Dopo la stagione '28-'29 il sistema della lega fu riorganizzato e il Bari, classificatosi 13º (in Divisione Nazionale), fu piazzato nella neo istituita "Serie B". Il giovane barese Raffaele Costantino (già accreditato centravanti del Liberty, poi rimasto nel nuovo Bari unitario), soprannominato "reuccio" dai suoi tifosi, fu convocato per la prima volta nella Nazionale italiana, rendendo il Bari la prima squadra di Serie B a vedere un proprio giocatore convocato in Nazionale.
Nel 1929 entrò Pippo Scategni. Dopo il tentativo di ritorno immediato in massima serie nella stagione 1929-1930, fallito tra vistosi alti e bassi e il grave infortunio del venticinquenne barese Totò Lella (a causa di un calcio subìto all'addome nella partita giocata fuori casa contro la Fiumana, il ragazzo subì una lesione polmonare morendo per l'aggravamento delle condizioni nel 1932), vennero ingaggiati l'allenatore János Hajdu (già mezzala del vecchio Liberty), il toro Dario Gay e Piero Bottaro (Costantino venne ceduto alla Roma, in serie A, per poi far ritorno al Bari nel '35). I pugliesi condussero un campionato cadetto 1930-'31 positivo, tornando in massima serie.

### Le prime stagioni in Serie A (1931-1943)
Per la A, Hajdu fu sostituito dall'ungherese Árpád Weisz, già campione d'Italia nel 1929-1930 con l'Ambrosiana-Inter (e futuro vincitore di due scudetti con il Bologna; in seguito fu espulso dall'Italia nel 1938 perché ebreo e perì ad Auschwitz nel 1944). Il girone d'andata fu molto sofferto e a fine stagione la squadra si salvò vincendo lo spareggio contro il Template:Calcio Brescua.

Lo stadio della Vittoria in una foto del 1934. La torre di Maratona sarà in seguito abbattuta.

Nell'annata successiva Weisz tornò all'Ambrosiana. A causa dell'insufficiente liquidità furono ceduti molti degli atleti maggiormente valutati, compreso Bottaro; tra i nuovi arrivati vi furono invece Luigi Ferrero e il portiere Alferio Cubi. In campionato, dopo qualche buon risultato la squadra raccolse pochi punti nel girone d'andata, migliorò in quello di ritorno e fu penalizzata da 13 rigori contro (record di tutti i tempi per la serie A a 18 squadre); retrocedette per pochi punti alle ultime giornate.
Nella stagione seguente in B (quegli anni sdoppiata in due gironi), la rosa venne ringiovanita e messa sotto la guida di Tony Cargnelli; lasciarono Gay e Scategni. Alla fine del campionato, dopo essersi piazzati primi nella classifica del proprio girone, i biancorossi persero 1-0 la gara-promozione di Bologna con la Sampierdarenese (arrivata prima nel girone settentrionale): dopo aver mostrato grande ardore i biancorossi caddero, sotto gli applausi, in lacrime per la mancata promozione.
Il 6 settembre 1934 Benito Mussolini inaugurava il nuovo stadio della Vittoria.
L'obiettivo della massima serie fu raggiunto nell'anno sportivo 1934-1935, sotto la guida di András Kuttik.
Gli anni 1935-1941 videro la permanenza del Bari in serie A.

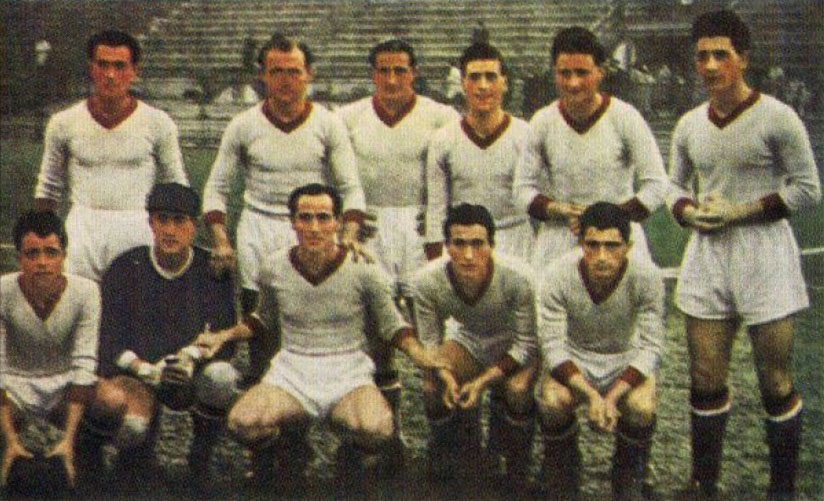
L'U.S. Bari della stagione 1940-1941

Nel 1936 tornò in panchina Cargnelli (lasciò ancora Bari due anni dopo). Nella gara del 3 gennaio 1937 contro l'Alessandria la giovane mezzala barese Francesco Capocasale, alla seconda gara in prima squadra segnò il gol-vittoria del 2-1; in quella del 18 aprile contro l'Ambrosiana Cesarino Grossi (anch'egli esordiente barese) aiutò la formazione nella rimonta dallo 0-2 (al 2-2); diventando beniamino della folla. La limitata statura valse a Grossi il soprannome di "centravanti tascabile". In Coppa Italia 1936-37 il Bari fu eliminato ai quarti di finale dal Milano. Nel 1938 andò via anche Ferrero e salì in prima squadra Tommaso Maestrelli (barese ma pisano di nascita). Nel 1939 Costantino cessò l'attività agonistica (rimase nella dirigenza del Bari come direttore sportivo, assumendo a più riprese anche la guida tecnica della squadra); lasciarono Cubi, Grossi (partito in guerra, morì in Albania, con grande dolore del Calcio italiano) e Capocasale che fu venduto alla Juventus. Fu ingaggiato Alessandro Carlini. Il Bari giunse alle semifinali di Coppa Italia 1939-1940 venendo qui eliminato per 0-2 dal Genoa.
Il bilancio della società andava sempre più in passivo (anche a causa di un varco aperto nelle recinzioni dello stadio, usato spesso per non pagare il biglietto) e nell'estate del 1940 la dirigenza fu costretta a vendere molti degli atleti maggiormente valutati; tra i vari acquisti entrava a far parte del Bari il portiere Leonardo Costagliola. Nel 1941 la squadra retrocedette, chiudendo il periodo finora più lungo dei galletti in Serie A: sei anni. Il Bari risalì in prima serie l’anno dopo, conquistando il primo posto in Serie B; nel ‘43 cadde però di nuovo in seconda serie, agli spareggi. Molti pensarono a una congiura contro i galletti (a fine stagione lasciò Maestrelli). La squadra beneficiò tuttavia di una riammissione in massima serie per cause belliche.

### Gli ultimi anni della guerra (1943-1945)
Il campionato 1943-1944 non fu disputato a causa del pieno imperversare della guerra. L'U.S. Bari interruppe l'attività sportiva e non rinnovò i contratti degli atleti, che dall'inizio del 1944 furono svincolati. Lo stadio della Vittoria e il Campo degli Sports, dopo la liberazione del Sud Italia vennero occupati dai militari alleati (assieme ai campi sportivi delle allora frazioni di Bari).
L'US Bari fu ricostituita nel dicembre del 1944, da persone in parte differenti da quelle della passata gestione, che il 1º gennaio 1945 cambiarono la denominazione del club in Associazione Sportiva Bari e ritesserarono molti calciatori del 1943 per poi iscriversi al "Campionato nazionale misto".
I biancorossi giocarono le prime due gare di casa, del campionato misto al "campo Antonio Lella", un campo improvvisato, situato in via Crispi (nel quartiere Marconi di Bari) e allestito dal rifondato Liberty; anch'esso partecipante al medesimo torneo (in una delle due gare giocate al Lella, la nuova A.S. Bari batté per 5-1 proprio i libertiani; a Bari non si giocavano derby da diciotto anni). A fine febbraio gli alleati concessero il riutilizzo del Della Vittoria e il 4 marzo i biancorossi tornarono a calcarne il terreno battendo il "Presidio" Lecce per 2-1. I baresi conclusero la competizione (segnata da disordini per intemperanze dei tifosi, con l'esclusione di sei squadre delle tredici iniziali e la fine anticipata del torneo) al primo posto, con 27 punti e a tre lunghezze dalla seconda classificata.

Tommaso Annoscia, sotto la sua presidenza i biancorossi passarono uno dei migliori periodi della loro storia.

Poco prima del nuovo campionato Capocasale tornò fra i biancorossi e Tommaso Annoscia divenne presidente del nuovo sodalizio.

## Il dopoguerra (1945-1961)

### Dalla Bari "Stella del Sud" alla caduta in IV Serie (1945-1952)
Nella stagione 1945-46 il Bari terminò al primo posto, a pari merito con il Napoli capolista, il girone Centro-Sud del "campionato misto A-B". Nella stagione 1946-1947 (dominata dal Grande Torino) il Bari, allenato prima da Costantino e poi da András Kuttik (cambio necessario per effettuare la conversione dal gioco metodista a quello sistemista), stazionò per diverse giornate al quarto posto; nel girone di ritorno perse alcune posizioni in classifica e chiuse la competizione al settimo posto; traguardo non ancora eguagliato. Questo Bari è ricordato come la "Stella del Sud".

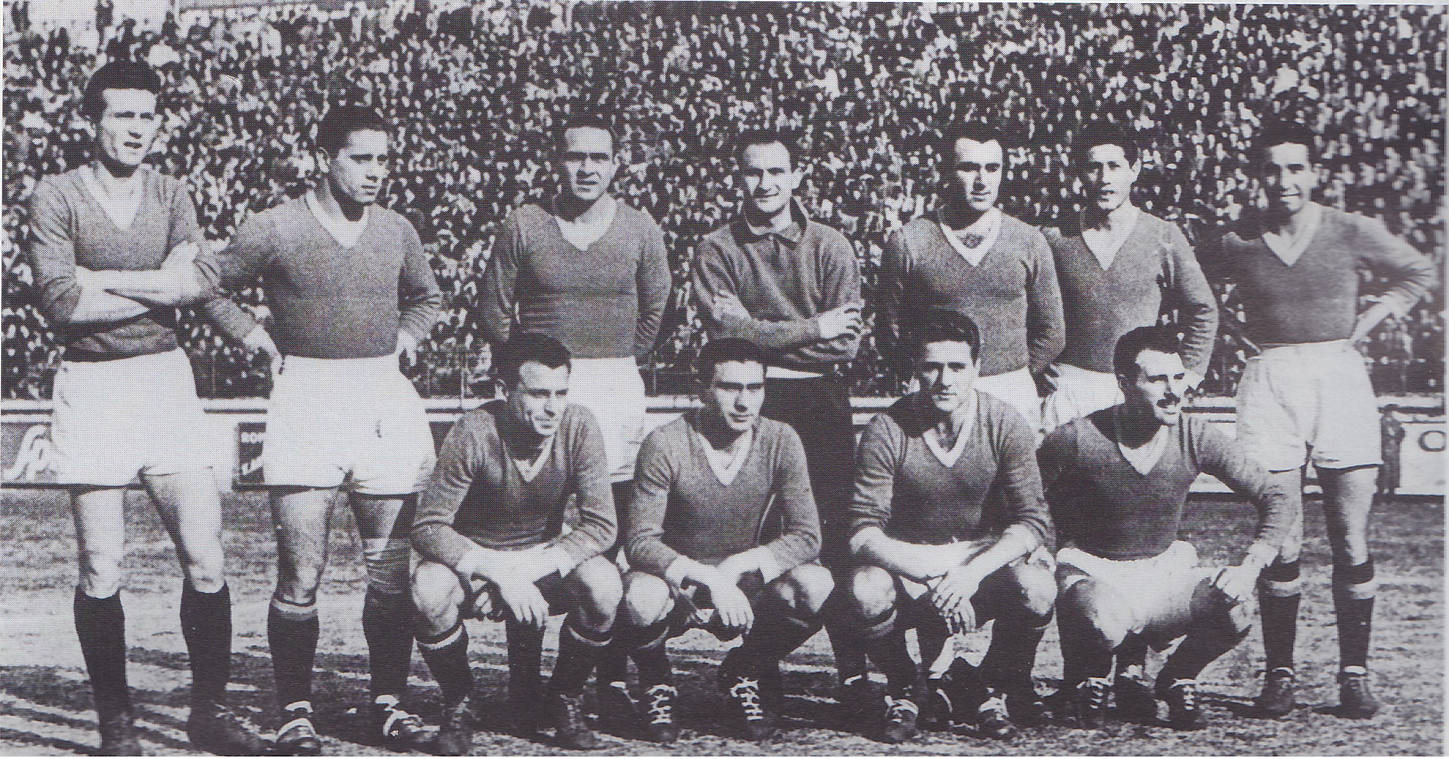
Il Bari del record in Serie A, giunto settimo nel 1946-1947. I giocatori sono (da sinistra a destra, a partire da quelli in piedi): Maestrelli, Tavellin, Giammarco, Costagliola, Fusco, Cavone, Spadavecchia. Accosciati Carlini, Capocasale, Tontodonati e Pellicari.

Nel 1947 debuttò Mihály Vörös, nel '48 andò via Costagliola. Il 21 settembre 1947, nella seconda giornata di campionato i galletti batterono in casa il Torino scudettato per 1-0 (per effetto di una rete di Guido Tavellin al 75º minuto). Da questo momento i baresi ebbero un rendimento altalenante e nel 1950 retrocedettero. La società denunciò dei torti arbitrali e a seguito della ricusazione dei ripetuti ricorsi, il presidente Annoscia fu squalificato per tre anni e decise di ritirarsi dal mondo del calcio. L'anno seguente i galletti retrocedettero ancora e giunti sesti nel girone G della Serie C 1951-'52, furono retrocessi nella neo istituita IV Serie per effetto del lodo Barassi (emanato pochi mesi prima). Nel 1951 debuttò in prima squadra Nicola Chiricallo, che andò via dopo due campionati insieme a Vörös.
Sempre nel '51 la vecchia amministrazione del Bari uscì di scena accollandosi i debiti pregressi; quindi l'A.S. Bari iniziò ad essere gestita da una commissione comunale di reggenza.

### La risalita dalle serie minori (1952-1958)

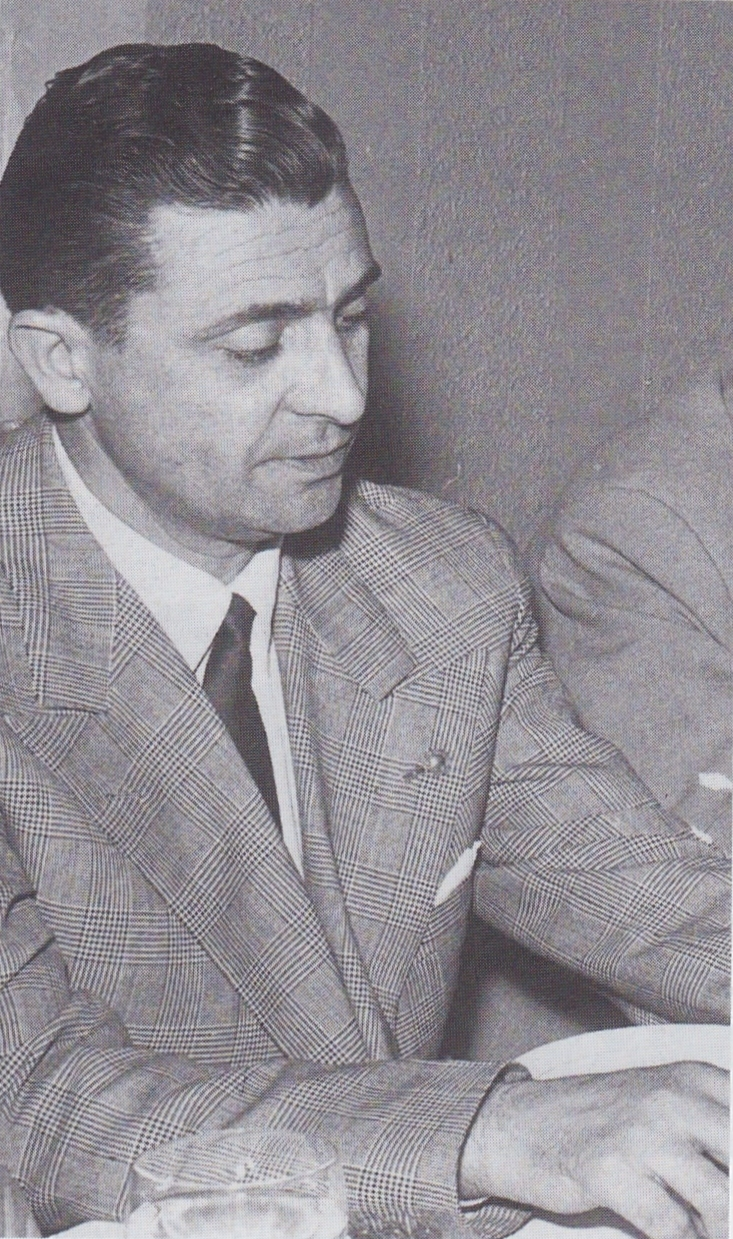
L'avvocato Achille Tarsia Incuria, durante la sua presidenza del Bari, dal 1953 al 1956, i biancorossi tornarono nel Calcio professionistico.

1953 la commissione di reggenza nominò l'avvocato Achille Tarsia Incuria (assessore allo sport del Comune) presidente; costui predilesse una politica di compravendita degli atleti basata sul risparmio.
Quello stesso anno fu scelto come allenatore il barese Francesco Capocasale (già calciatore e allenatore del Bari negli anni precedenti) ed acquistato Mario Mazzoni, poi rimasto a Bari per dieci anni e terzo per partite giocate in biancorosso, con 313 presenze. Capocasale portò il galletto al primo posto nel girone H di IV Serie; il salto di categoria fu aggiudicato alla fine di un minigirone combattuto, nella partita giocata a Napoli il 27 giugno 1954 e vinta dai biancorossi 2-1 contro il Colleferro (entrambe le reti furono del bomber Raffaele Gamberini). I 20 000 baresi presenti festeggiarono quest'evento quasi come la vittoria di uno scudetto. Vincendo poi in turno secco con il Prato e le finali in doppio turno con la Cremonese, i biancorossi si guadagnarono il titolo di "Campioni italiani di IV Serie".

L'estroso centrocampista argentino Raúl Conti, che ha militato nelle file del Bari a cavallo degli anni '50 e '60, è considerato uno dei fantasisti più geniali nella storia del club.

Dopo aver riportato il Bari in cadetteria nella stagione successiva, Capocasale si congedò dal Bari. Dopo due anni "di stabilizzazione" in serie cadetta, nel ’58 i galletti, guidati da Federico Allasio compivano il salto in A, dopo il secondo posto e due spareggi in campo neutro contro il Verona, penultimo in serie A (gli spareggi furono voluti da una nuova riforma federale e i biancorossi li vinsero rispettivamente per 1-0 e 2-0, con tutte e tre le reti firmate da Paolo Erba).

### Il triennio 1958-1961 in A
Per il ritorno in prima serie, nell'estate del 1958 la rosa fu rinforzata con il fantasista argentino Raúl Conti e l'ala sinistra Bruno Cicogna; Allasio passò ad allenare il Torino. In quell'estate salutò Bari la punta Luigi Bretti (dal '50 al '58 nel Bari, con nel mezzo un anno al Taranto), top-scorer biancorosso con 70 marcature. Nella stagione 1958-1959 in Serie A, i galletti, guidati dall'austero Paolo Tabanelli ottennero la salvezza con quattro giornate d'anticipo sulla fine del campionato e chiusero la competizione a metà classifica; furono apprezzate diverse prove con formazioni blasonate. Nel gennaio '59 aveva esordito in massima serie Biagio Catalano (attaccante; un altro barese proveniente dal vivaio). Nell'anno calcistico successivo, dopo aver ottenuto 13 punti in 19 gare, con la squadra penultima in classifica, Tabanelli fu sostituito da Capocasale (che tornava dopo appena quattro anni sulla panchina biancorossa), che rilanciando diversi giocatori, fra cui Paolo Erba (autore di 9 gol in 15 partite, dal ritorno di Capocasale), ottenne una netta inversione di tendenza della formazione biancorossa, che guadagnando 16 punti in 15 partite evitò la retrocessione. Andò diversamente l'anno seguente, in cui Capocasale fu esonerato dopo aver racimolato due punti nelle prime sette giornate; con lo stimato allenatore argentino Luis Carniglia i biancorossi chiusero il campionato al terzultimo posto in classifica, ex aequo con Lecco e Udinese, perdendo gli spareggi salvezza con le anzidette formazioni (quindi retrocedendo in seconda serie dopo tre anni in A).

## La presidenza De Palo (1961-1977)

### 1961-1972

Il professor Angelo De Palo, presidente del Bari dal 1961 al 1977.

Nel 1961 andò via Tagnin e due anni dopo il nuovo allenatore Pietro Magni centrò l'obiettivo promozione, al termine di un campionato segnato da numerosi infortuni; i galletti persero le semifinali di Coppa Italia a Bergamo, contro l'Atalanta (0-1), dopo aver battuto ai quarti di finale il Genoa (2-1), militante in prima serie. A promozione avvenuta lasciò il capoluogo Mazzoni; Raoul Conti era partito nel '62.
Proprio nel '63 si pose fine al commissariato e il medico Angelo De Palo (già commissario da due anni) fu eletto presidente dell'A.S. Bari con la costituzione di un consiglio d'amministrazione di nove elementi.
In Serie A, Magni fu esonerato dopo le prime cinque giornate (con all'attivo due punti) e De Palo affidò al secondo allenatore Tommaso Maestrelli la guida tecnica della squadra (in passato, Maestrelli aveva allenato solo la Lucchese, nel 1953, per tre incontri di Serie B); dopo sei giornate, in cui aveva raccolto 5 punti e alcuni buoni risultati anche questi fu sostituito, da Tabanelli (tornato dopo quattro anni), che non evitò ai biancorossi una nuova retrocessione, all'ultimo posto. Riconfermato per la stagione successiva in cadetteria, Tabanelli fu esonerato dopo il 26º turno di campionato; seguirono fino a fine campionato altri tre allenatori e il Bari retrocedette all'ultima giornata, tornando in terza serie dopo dieci anni. Proprio in terza serie, nel 1965 Catalano giocò le ultime partite tra i galletti e fu venduto. Nel '66 venne assunto come allenatore il giovane e poco conosciuto Lauro Toneatto (che era stato tecnico del Siena nella stagione precedente): fu l'inizio di un nuovo ciclo. Con l’avallo di Toneatto fu ingaggiato Lucio Mujesan.

Il severo Lauro Toneatto, tecnico del Bari negli anni 1966-69 e 1970-72.

Il "sergente di ferro" (così i giocatori soprannominarono il nuovo mister per la sua severità) forgiò una squadra solida, con difesa tenace e centrocampo supportato dai tornanti. La risalita in B fu immediata, con 7 punti di distacco dalla seconda mentre l'annata 1967-1968, al termine di un recupero dei biancorossi dalla coda della classifica alle prime posizioni a fine campionato, vide gli stessi mancare per un punto il ritorno in A. L'anno seguente De Palo cedette il "longevo" Cicogna (per lui dieci anni fra i galletti) e fu costretto a vendere il richiesto Mujesan (che aveva segnato 20 gol nel campionato di Serie C e 19 in quello di Serie B '67-'68, affermandosi capocannoniere), ottenendo come parte della contropartita il centrocampista Mario Fara (rimasto a Bari per quattro anni). Senza Mujesan, Toneatto portò i biancorossi al terzo posto e quindi in massima serie.
In vista del campionato di A 1969-70 De Palo scelse come sostituto di Toneatto, accordatosi prematuramente con il Pisa, lo schietto Oronzo Pugliese. Il nuovo allenatore ottenne l'acquisto di Vittorio Spimi. La compagine biancorossa concluse il girone d'andata a metà classifica ma accusò un calo nel girone di ritorno, finendo ultima con 11 reti segnate.
Sulla panchina biancorossa tornò Toneatto, con cui il Bari arrivò nella Serie B 1970-1971 al terzo posto, assieme a Catanzaro e Atalanta e perse con queste gli spareggi promozione per la massima categoria (a cui approdarono le altre due contendenti); l'anno seguente la squadra del tecnico friulano dovette abbandonare per l'aritmetica le velleità di promozione nella categoria superiore alla terzultima giornata.

### 1972-1977

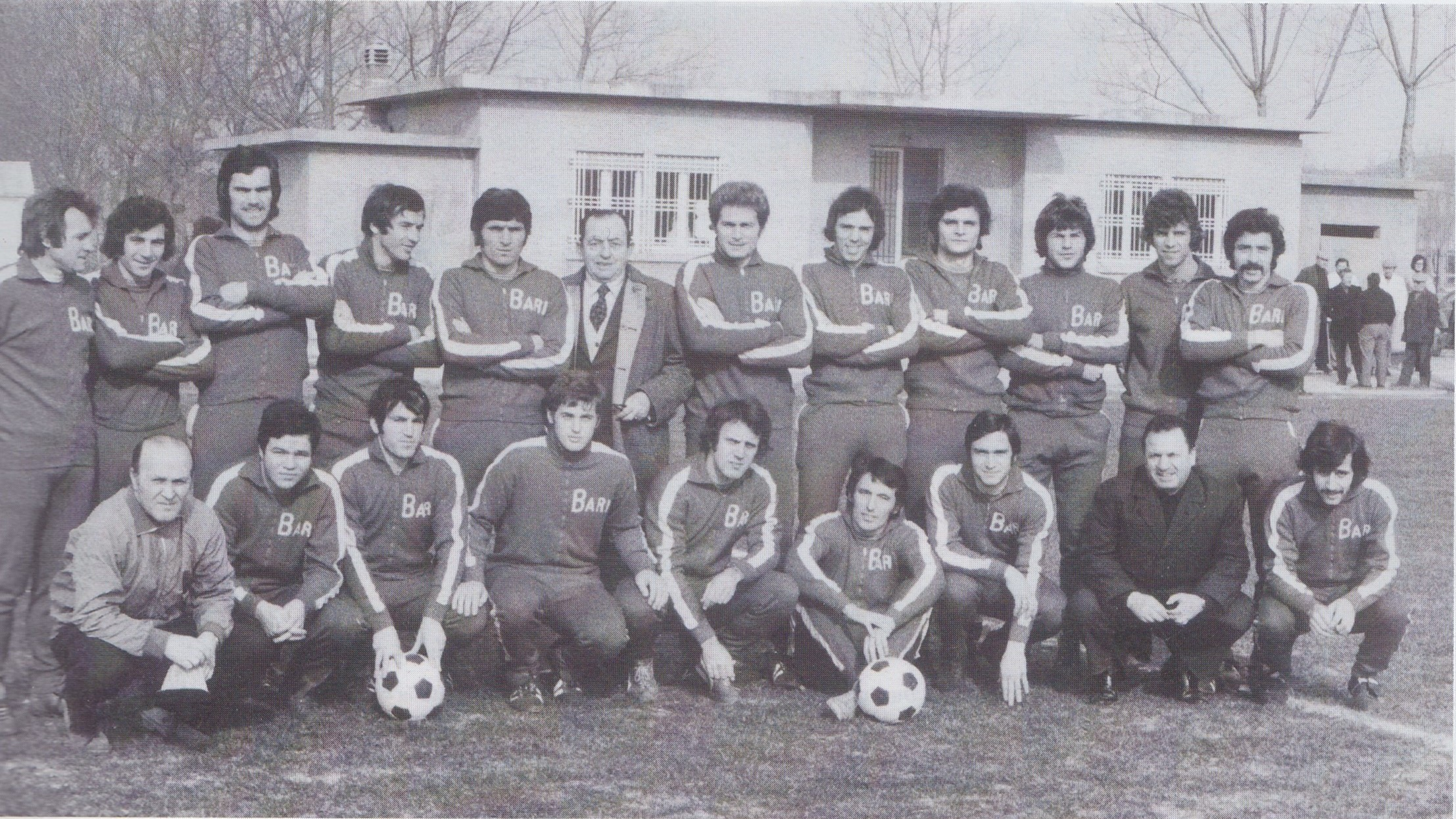
Il Bari di Carlo Regalia della stagione 1972-1973, arrivato undicesimo in classifica in Serie B. Da sinistra, in piedi: Regalia, Sigarini, Casarsa, Galli, Spimi, il commendator Albanese, Colombo, P. Loseto, Cazzola, Marcolini, Martini, Ardemagni; accosciati: il massaggiatore Chiesa, Tessarotto, Lopez, Butti, Consonni, Dalle Vedove, Generoso, il segretario Nitti e Florio.

Nell'estate del 1972 Toneatto abbandonò definitivamente l'AS Bari, la cui amministrazione, per gestire i suoi seri problemi di liquidità decise di vendere circa metà della rosa (generalmente considerata ormai poco redditizia) per investire su nuovi giocatori giovani, acquistati dalle categorie inferiori, la cui scelta fu affidata da De Palo al nuovo allenatore Carlo Regalia. La squadra di Regalia chiuse la stagione cadetta 1972-1973 a metà classifica (dopo aver chiuso il girone d'andata in quinta posizione) e soddisfò la piazza calcistica barese, tanto da essere ricordata negli anni futuri come "il Bari dell'onda verde", per celebrare simbolicamente il successo della formazione, composta in buona parte da giovani debuttanti. La stessa formazione (poco ritoccata nel mercato estivo) non si confermò nel campionato cadetto 1973-1974, con Regalia che si dimise dopo aver raccolto 5 punti in 13 partite e fu sostituito dal suo vice Pirazzini, con cui i galletti, pur migliorando il proprio rendimento retrocedettero al penultimo posto di classifica, con 12 gol segnati e 26 concessi in 38 partite.

Una formazione del Bari di Giacomo Losi nella stagione 1976-1977, vincitore del girone di Serie C. Da sinistra, in piedi: Ferioli, Boggia, Agresti, Maldera (II), Biloni, Penzo; accosciati: Frappampina, Sigarini, D'Angelo, Scarrone, Sciannimanico.

In Serie C, il Bari terminò il campionato 1974-1975 secondo in classifica, a un punto di distacco dal Catania e il successivo in terza posizione (Pirazzini rimase sulla panchina biancorossa fino alla nona giornata della stagione 1975-1976); nel 1976-1977 il tecnico Giacomo Losi portò i pugliesi al primo posto finale (che tornarono in B dopo tre anni). Nello stesso 1977, De Palo, ammettendo di «non potercela più fare da solo», accordò l'entrata nella società biancorossa del duo Mincuzzi-Gironda (entrambi facoltosi capitalisti baresi), programmando con i due amici un assetto più moderno del club e un potenziamento del vivaio (gli stessi anticiparono finanziamenti per importanti operazioni). Su iniziativa di Mincuzzi venne chiamato come nuovo direttore sportivo Carlo Regalia, la cui esperienza era ritenuta utile alla ristrutturazione del vivaio. De Palo non vide mai più i biancorossi nella massima divisione: morì infatti nell'agosto del '77, dopo 16 anni come presidente. Nel 1976 aveva lasciato la formazione Vittorio Spimi.

## L'era Matarrese

### I primi quattro anni e la Coppa Italia Primavera (1977-1981)
Prese il posto di De Palo l'onorevole Antonio Matarrese; con lui iniziava la lunga era della famiglia Matarrese al timone dell'A.S. Bari.
Antonio, pur investendo molto per rafforzare l'organico, non ottenne la promozione in A.
Negli anni calcistici 1977-1978 e 1978-1979 i galletti cambiarono in tutto cinque allenatori (due nella prima e tre nella seconda stagione; Losi, inizialmente confermato per la serie cadetta, fu sollevato dall'incarico a metà gennaio del 1978), ottenendo la salvezza nelle ultime giornate di campionato in entrambe le stagioni. Nel 1979-80, guidati dall'allenatore Antonio Renna i biancorossi conclusero la stagione a metà classifica ed esordì in prima squadra il diciassettenne barese Gigi De Rosa (2 presenze). Nella stagione ‘80-‘81 (con la squadra allenata sempre da Renna) indossarono la casacca biancorossa Maurizio Iorio e Aldo Serena, che conclusero il campionato con 10 reti ciascuno. Durante la stessa stagione Renna si dimise e venne sostituito dal tecnico della "Primavera" Enrico Catuzzi, che con 5 vittorie in 11 partite salvò per la seconda volta i galletti. Nel frattempo la formazione "Primavera" capitanata da Gigi De Rosa (e guidata appunto da Catuzzi e poi da Giuseppe Materazzi), vinceva la Coppa Italia Primavera battendo 2-0 in finale il Milan di Evani e Incocciati.

### Il Bari "dei baresi" (1981-1983)

L'adrenalinico Bari dei baresi della stagione 1981-82, allenato da Enrico Catuzzi e quarto classificato nel campionato di Serie B. Da sinistra, in piedi: Bagnato, Fantini, Armenise, De Trizio, Caricola, Majo; accosciati: De Rosa, Loseto, Acerbis, Frappampina, Iorio.

Per la stagione 1981-1982 la dirigenza biancorossa riconfermò come allenatore Catuzzi e appoggiò lo stesso tecnico emiliano, che volle iniziare il campionato di Serie B con buona parte dei giovani della formazione "Primavera", che poco prima avevano vinto la Coppa Italia Primavera (battendo in finale il Milan), conquistando il primo trofeo della storia calcistica barese.
Questo giovane Bari, in Coppa Italia ottenne quattro pareggi in quattro gare nel girone preliminare da cinque squadre, di cui tre contro formazioni di massima divisione (tra cui il Napoli di Ruud Krol, che totalizzando 6 punti fu ammesso agli ottavi); giungendo secondo non passò il turno. Le soddisfazioni arrivarono soprattutto in campionato: Catuzzi fu tra i primi a sperimentare in Italia la "zona totale" e la squadra espresse un calcio pregevole e offensivo, considerato vincente, riportando buoni risultati tra cui una serie positiva di 13 risultati utili consecutivi per un totale di 21 punti. I risultati e il livello di gioco del Bari di Catuzzi sorpresero a livello nazionale. La città, entusiasta, si strinse attorno alla squadra e il "della Vittoria" registrò quasi sempre il tutto esaurito. Il bomber era Maurizio Iorio; intorno a lui giravano Bagnato e Gigi De Rosa, che quell'anno si guadagnò la convocazione nella Nazionale Italiana Under 21. A fine stagione i galletti avevano totalizzato 45 punti, con il terzo miglior attacco della Serie B (47 gol, 18 siglati da Iorio che giunse secondo nella classifica cannonieri della categoria); persero per due punti la massima divisione. Determinanti furono i diversi passi falsi della squadra e alcune sviste arbitrali. Proprio per la consistente presenza in squadra di giovanissimi calciatori baresi, quel Bari venne etichettato "Il Bari dei Baresi" e viene considerato uno dei Bari migliori. Qui a lato si vede la formazione di quella stagione (nella terza divisa gialla e nera).
Nella stagione successiva la base della squadra rimase quasi la stessa (venne ceduto Iorio). In Coppa-Italia il Bari terminò il primo girone da capolista, a nove punti, dopo aver battuto l'Inter e l'Udinese di Causio e Virdis, entrambe per 1-0. Trovata però agli ottavi la Juventus campione d'Italia (allora allenata da Trapattoni), i galletti vennero eliminati dopo la vittoria della "signora" all'andata, a Torino, per 1-0 e il pareggio 1-1 al ritorno, a Bari. In campionato, dopo un buon inizio i biancorossi ebbero un rendimento altalenante e persero molti incontri. Catuzzi venne sostituito da Gigi Radice (ex tecnico del Milan) a 13 giornate dal termine, ma nonostante un avvio discreto, questi non riuscì a salvare il Bari dalla retrocessione in C. In quell'annata vennero sbagliati diversi calci di rigore, in gare determinati per la salvezza. Dopo la retrocessione vennero ceduti molti calciatori tra cui Bagnato e Caricola, passato alla Juventus.

### La scalata di Bolchi, l'arrivo di Salvemini e la Mitropa Cup (1983-1990)

Bruno Bolchi (detto Maciste), nel Bari dal 1983 al 1986, allenatore del ritorno in massima serie dopo 15 anni.

Nel 1983 il gruppo Mincuzzi-Gironda uscì dalla società del Bari, cedendo la propria quota ai Matarrese. Antonio Matarrese, sempre più impegnato in campo politico e sportivo passò il ruolo di presidente al fratello Vincenzo.
Per la stagione 1983-84 V. Matarrese e il direttore sportivo Franco Janich decisero di affidarsi a Bruno Bolchi per la guida tecnica della squadra: quella stagione si rivelò soddisfacente.

Il trequartista brasiliano Sérgio Luís Donizetti, meglio conosciuto come João Paulo. I tifosi baresi lo considerano uno dei migliori calciatori della storia biancorossa.

I successi furono raggiunti anche in Coppa Italia dove la squadra, dopo aver concluso il girone da sei squadre in testa con la Juventus, con cui pareggiò 2-2, eliminò agli ottavi di finale proprio i piemontesi per effetto dell'ormai celebre 2-1 conquistato a Torino nella partita d'andata e del 2-2 guadagnato in casa al ritorno (in quella Juventus di Trapattoni giocavano Rossi e Platini, che vinsero scudetto e Coppa delle Coppe nello stesso 1984). Ai quarti di finale i galletti sconfissero la Fiorentina di Oriali e Antognoni, vincendo 2-1 sia in casa che in trasferta, ma vennero poi eliminati alle semifinali dal Verona di Osvaldo Bagnoli (poi campione d'Italia l'anno seguente), dopo aver perso 1-2 all'andata in casa e 1-3 al ritorno. Grazie a questi risultati prestigiosi, il Bari detiene quindi il primato, assieme all'Alessandria nell'edizione 2015-2016, di unica squadra militante nel terzo livello del campionato italiano di calcio arrivata ad un passo dalla finale di Coppa Italia.
I biancorossi parteciparono anche alla Coppa Italia di Serie C in cui, dopo aver battuto in doppio turno il Casarano, furono eliminati agli ottavi di finale dal Taranto.
21 maggio 1990 - Stadio della Vittoria, Bari

Bari  -  Genoa 1-0
- Bari: Mannini, Loseto, Carbone (88' Amoruso), Terracenere (67' Lupo), Righetti, Brambati, Perrone, Urbano, João Paulo, Gérson, Scarafoni (61' Monelli).
- Allenatore: Gaetano Salvemini.

- Genoa: Braglia, Ferroni, Caricola, Ruotolo, Collovati, Signorini, Eranio (87' Covelli), Florin, Fontolan, Urban, Rotella.
- Allenatore: Franco Scoglio.

- Arbitro: Branko Bujic.
- Marcatore: 14' Perrone.
- Spettatori: 3.600 circa.

In campionato gli uomini di Bolchi rimasero fino alla fine in testa alla classifica, dominando con 45 punti ed un record di 16 vittorie e 5 sconfitte (squadra meno battuta del torneo), nonché miglior attacco di categoria (40 reti). Fu la stagione d'esordio in prima squadra di Giovanni Loseto; l'ultima barese per L. De Rosa. Gli uomini di Bolchi si ripeterono l'anno successivo in serie cadetta, arrivando terzi a quota 49 punti e giungendo in Serie A all'ultima giornata, grazie al 2-0 inflitto in casa al Pescara. L'attaccante Edi Bivi (nel Bari dal 1984 al 1987) fu quell'anno capocannoniere del torneo, con 20 marcature.
In vista del campionato 1985-1986 in massima serie, furono acquistati Gordon Cowans (regista dell'Aston Villa e nazionale inglese) e Paul Rideout (giovane promessa dell'Under 21 inglese). La stagione in A, giocata con una rosa zeppa di debuttanti in massima divisione, vide il Bari retrocedere al penultimo posto.
Si concluse quindi anche il sodalizio con il milanese Bolchi, che guidò una cavalcata consecutiva dalla Serie C, riportando il Bari in A dopo 15 anni d'attesa. A fine stagione 1986 andò via anche Cavasin.
Il Bari passò così tre anni in serie cadetta e dopo i primi due sotto la guida del già conosciuto Catuzzi, in cui mancò nuovamente per poco la promozione in A, nel 1988 (anno in cui lasciarono Rideout e Cowans) sedette in panchina Gaetano Salvemini, che portò i biancorossi a vincere il campionato di Serie B 1988-89 (a pari punti con il Genoa capolista, che aveva una migliore differenza reti). Nell'estate del 1989 arrivarono i brasiliani Gérson Caçapa e João Paulo; quest'ultimo divenuto presto idolo della tifoseria ed è uno dei giocatori più ricordati.. Con Salvemini, nella stagione 1989-1990 la squadra giunse a metà campionato a ridosso della zona UEFA e poi chiuse la competizione al 10º posto, mostrando la classe dei centravanti Joao Paulo e Maiellaro (quest'ultimo nei biancorossi dall'87). In virtù del piazzamento in Serie B nell'anno precedente, il Bari partecipò nella primavera del 1990 al torneo di Coppa Mitropa dove, dopo aver superato le qualificazioni vinse la finale a Bari, il 21 maggio (in turno secco), battendo 1-0 il Genoa (il gol fu di Perrone al 14º minuto del primo tempo). La Coppa Mitropa, per il Bari, è stato il primo trofeo internazionale vinto.

I giocatori del Bari, assieme al presidente Vincenzo Matarrese (al centro), festeggiano il successo nella Coppa Mitropa del 1990. Si tratta del primo (e finora unico) titolo internazionale della società.

La finale di Mitropa Cup fu anche l'ultima partita ufficiale giocata nello storico stadio della Vittoria. La sera del 3 giugno 1990, con l'amichevole Bari-Milan vinta 2-0 dai galletti, venne inaugurato il nuovo stadio San Nicola, che quell'estate ospitò diverse partite del campionato mondiale di Italia 1990.

### Gli anni novanta (1990-2001)

#### La nuova alternanza A-B (1990-1996)
Nel biennio 1990-1992 la dirigenza biancorossa attua una campagna acquisti onerosa; fra gli atleti ingaggiati risalta quello dell'estate del 1991 di David Platt, finora l'acquisto più ingente nella storia biancorossa (l'acquisto del centravanti inglese dell'Aston Villa, pagato 12 miliardi, esalta la tifoseria). La dispendiosa campagna acquisti del 1991 determina il record di 21 912 abbonamenti al San Nicola, tuttavia i risultati non arrivano. Dopo la salvezza ottenuta alla penultima giornata della stagione 1990-1991, alla terza giornata della stagione 1991-1992 João Paulo s'infortuna gravemente, rimanendo inattivo per l'intero anno e con 2 punti ricavati dopo 5 giornate Salvemini si dimette. Il nuovo allenatore Boniek non riesce a salvare la formazione, nonostante un buon inizio nel girone di ritorno.. A fine campionato parte Platt e vengono acquistati Sandro Tovalieri e Igor Protti, che diverranno idoli della tifoseria..

Igor Protti, capocannoniere della Serie A 1995-1996.

Gli anni seguenti vedono la società decisamente più scrupolosa e parsimoniosa sul mercato, nonché caratterizzata dalla continua scoperta di giovani talenti. Nel 1993 Giovanni Loseto passa al Pescara, nel 1994 João Paulo torna in Brasile.
Dopo il nono posto in serie cadetta nel 1992-1993 sotto la guida del brasiliano Lazaroni, nel 1993-1994 il Bari si piazza secondo in Serie B e viene promosso in Serie A con Giuseppe Materazzi allenatore. La squadra disputa nella massima serie un buon campionato 1994-1995, in cui si distingue il bomber Tovalieri (17 marcature), ma l'anno successivo (che vede la partenza di Tovalieri e l'arrivo di Luigi Sala, Klas Ingesson e Kennet Andersson), nonostante la prolifica coppia d'attacco Protti-Andersson (36 reti in due), la formazione del capoluogo pugliese subisce molti gol e non riesce a vincere diverse sfide con le dirette rivali, retrocedendo ancora. A campionato finito lasciano il Bari Protti (che quell'anno è capocannoniere della Serie A con 24 reti) e K. Andersson. Il Bari diventa così la prima squadra nella storia della massima divisione a retrocedere nonostante annoveri tra le sue file il capocannoniere del torneo.

#### Ritorno e permanenza in massima serie (1996-2001)
Nella stagione 1996-1997 la squadra, allenata dall'esperto Eugenio Fascetti (subentrato a Materazzi a metà campionato 1995-1996, causa la crisi di risultati) e rinforzatasi con Gigi Garzya e Diego De Ascentis, riconquista subito la Serie A grazie al quarto posto (nonostante una flessione iniziata a febbraio e protrattasi fino a Pasqua, con molti giornali che davano per certa l'esclusione dalla zona promozione e una forte contestazione da parte dei tifosi). Arrivano nel capoluogo Gianluca Zambrotta e il portiere Franco Mancini e la squadra disputa discretamente tre stagioni in Serie A, navigando nella medio-bassa classifica con un 1-3-4-2 "a uomo" (il libero è Gaetano De Rosa, al Bari dal 1997) che toglie qualche soddisfazione al pubblico barese. In questi anni, anche grazie a un consolidato rapporto tra l'allenatore e il direttore generale Carlo Regalia, il Bari si conferma società capace di scoprire e valorizzare diversi giocatori, come Phil Masinga (ingaggiato nel 1997 dalla Salernitana, segna 11 gol nella stagione 1998-1999) e Nicola Ventola (proveniente dal settore giovanile barese), raggiungendo la salvezza. Nel 1998 lasciano il Bari Ventola, Sala ed Ingesson, mentre arrivano Yksel Osmanovski, Daniel Andersson e Gionatha Spinesi. Il Bari termina la stagione 1998-1999 al decimo posto in campionato con 42 punti e di conseguenza si qualifica alla Coppa Intertoto, ma la società, d'accordo con l'allenatore Fascetti, decide di non partecipare alla competizione europea.

Eugenio Fascetti, allenatore del Bari per cinque anni e mezzo, di cui quattro consecutivi in A.

Nel 1999 fanno le valigie De Ascentis e Zambrotta, mentre debutta Simone Perrotta. La notte del 18 dicembre 1999, nella partita Bari-Inter, un diciassettenne barese esordiente del vivaio biancorosso, di nome Antonio Cassano, mette a segno il gol della vittoria sui nerazzurri (2-1), dando così inizio alla sua ribalta internazionale.
Nell'estate del 2000 Garzya e F. Mancini litigano con Fascetti e Matarrese e rescindono il loro contratto con il Bari. Viene acquistato il giovane portiere belga Jean François Gillet (che in quell'anno si alterna con gli altri tre portieri). La situazione in campionato peggiora e i tifosi acuiscono le proteste contro la dirigenza, a causa della forte crisi di risultati. Fascetti viene licenziato a metà girone di ritorno, al centro di una polemica con la tifoseria organizzata, in cui il tecnico toscano prende le difese della società. Il Bari retrocede ultimo in classifica, dopo aver disputato la quarta stagione consecutiva in A.
A campionato finito Cassano viene venduto alla Roma per 60 miliardi di lire (circa 30 milioni d'euro attuali, finora vendita più remunerativa per il club barese). Quello del 2001 è l'ultimo campionato in biancorosso anche per D. Andersson, Osmanovski, Masinga e Perrotta.

### La Serie B dalla crisi all'arrivo di Conte (2001-2008)
A differenza delle volte precedenti, i galletti non riconquistano subito la massima serie ed il rendimento altalenante, dal 6º al 21º posto in due stagioni, porta ad un calo notevole di spettatori. Nella gara Bari-Cittadella del 21 aprile 2002 il S. Nicola conta 52 tifosi paganti, suo minimo storico. Sulla panchina dei biancorossi si susseguono vari allenatori.
Nella stagione 2003-2004, nonostante il tecnico veneto Bepi Pillon, subentrato a stagione in corso, ottenga un rilancio della formazione pugliese e la stima dei tifosi, la compagine biancorossa si classifica quartultima, retrocedendo in Serie C1 il 19 giugno 2004 a causa del 2-0 subito in trasferta nella gara di ritorno dei play-out, contro il Venezia, dopo aver battuto i lagunari 1-0 nell'incontro di andata. Dopo alcuni giorni dalla retrocessione, a causa del fallimento del Napoli, il Bari viene ripescato in Serie B. Sempre nel 2004 lasciano la squadra Spinesi (autore di 52 gol in sei anni) e De Rosa ed entrano Vincenzo Santoruvo e Alessandro Gazzi. Gli anni successivi vedono i galletti, allenati da Guido Carboni, stabilizzarsi nella zona di metà classifica (10º posto nel 2005 e 13º posto nel 2006). L'avvio di stagione 2006-2007 del Bari targato Rolando Maran è positivo; dopo alcuni successi, il tecnico trentino, privato nel mercato di gennaio di diversi elementi, è esonerato a fine febbraio 2007 dopo una striscia di risultati negativi. A Maran succede l'ex Beppe Materazzi (11 stagioni dopo l'addio dell'inverno 1995) che salva la squadra con una giornata d'anticipo, chiudendo la stagione all'11º posto.
Nel novembre del 2007 viene lanciata da un gruppo d'appassionati la campagna d'adesioni per l'azionariato popolare compriamolA, ma l'iniziativa riscuote finanze decisamente insufficienti allo scopo.
Nel giugno del 2007 diventa direttore sportivo Giorgio Perinetti, proveniente dal Siena. Nel campionato 2007-2008, dopo un andamento intermittente dei risultati e la sconfitta interna per 0-4 nel derby contro il Lecce (il risultato con il divario più ampio della storia degli incontri tra le due compagini rivali), il 28 dicembre Materazzi rassegna le dimissioni da allenatore; al suo posto è chiamato Antonio Conte. Sotto la guida tecnica di Conte, coadiuvato da diversi interventi di mercato, il rendimento della squadra migliora e i galletti si piazzano undicesimi in classifica a fine campionato. Matarrese e Perinetti, soddisfatti dai risultati, decidono di puntare ancora su Conte per il rilancio della squadra, e l'allenatore salentino ottiene un prolungamento di contratto al 2009.
Il 15 gennaio 2008 la società compie 100 anni di storia, festeggiando con tifosi e vecchie glorie al Teatro Team di Bari.

### Il Bari primo tra i cadetti, il biennio in Serie A e la nuova retrocessione (2008-2011)
Nell'ottobre 2008 i Matarrese vendono il 10% del capitale sociale dell'A.S. Bari ai costruttori baresi De Bartolomeo.
Il mercato estivo per la stagione 2008-2009 vede l'arrivo, tra gli altri, del difensore Andrea Ranocchia e dell'attaccante Paulo Vitor Barreto. I galletti conducono un campionato positivo e la critica apprezza il veloce 4-4-2 di Conte, votato all'attacco e connotato da passaggi smarcanti, ripartenze e gioco di fascia. La promozione è aritmetica l'8 maggio 2009, con quattro giornate di anticipo sulla fine del campionato, complice la sconfitta della contendente Livorno nell'anticipo della 38ª giornata. Il 30 maggio 2009, dopo l'ultima gara di campionato vinta 4-1 contro il Treviso, il Bari festeggia la promozione in Serie A al "San Nicola" vincendo la Coppa Ali della Vittoria in qualità di vincitore del campionato. La classifica finale vede il Bari al primo posto con 80 punti (per la seconda volta nella sua storia dopo la stagione 1941-42), 65 reti all'attivo (di cui 23 segnate da Barreto, per il miglior attacco di categoria assieme al Parma) e 35 al passivo (seconda miglior difesa).
A seguito della rescissione consensuale di contratto fra Antonio Conte e la società (causa divergenze sulla strategia di mercato), per il campionato successivo la squadra viene affidata a Gian Piero Ventura.

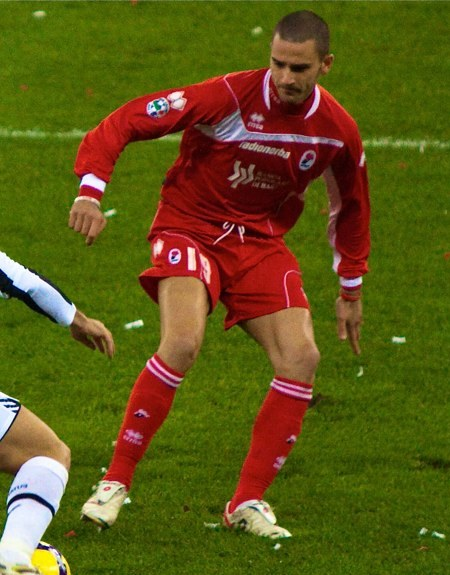
Il difensore Leonardo Bonucci in maglia barese nella stagione 2009-2010, culminata per lui con la convocazione al.

Nel mercato estivo arriva il giovane difensore Leonardo Bonucci. Nel campionato 2009-10 la squadra produce buoni risultati e al termine del girone d'andata è in zona UEFA Europa League, con la seconda miglior difesa (18 reti subìte) e viene ammirata dagli esperti per il gioco vivace, simile allo schema espresso dal Bari di Conte la stagione precedente ma patisce due flessioni nel girone di ritorno e chiude la competizione al decimo posto con 50 punti all'attivo: un record per la squadra nella massima serie a girone unico. Dopo anni di cadetteria, i tifosi sono finalmente soddisfatti e molti definiscono la squadra di Ventura "il miglior Bari di sempre".
L'8 maggio 2010 il direttore sportivo Perinetti (uno dei responsabili dei positivi cambiamenti dell'ultimo triennio) annuncia l'addio alla società per tornare al Siena; il diesse romano dichiarerà in un'intervista concessa nel novembre 2012 che gli stessi Matarrese gli hanno chiesto di lasciare la società biancorossa.
In luglio il Bari viene classificato in 290ª posizione nel ranking IFFHS per squadre di club.
Nel mercato estivo vengono ceduti Ranocchia e Bonucci (convocato in Nazionale ai Mondiali di Sudafrica 2010). La stagione 2010-2011, dopo un buon avvio è segnata dalla 6ª giornata da una fase involutiva, in cui i galletti inanellano una serie di sconfitte e un aumento di giocatori infortunati(con 6 punti ricavati in 19 partite). La formazione viene eliminata agli ottavi di finale di Coppa Italia dal Milan (per effetto di un 3-0 subìto in turno secco a San Siro). L'11 febbraio 2011 Ventura rescinde il suo contratto in accordo con la società, dopo una dura contestazione dei tifosi nei suoi confronti e viene sostituito da Bortolo Mutti, che nonostante un parziale miglioramento non evita la retrocessione in Serie B (avvenuta con quattro giornate d'anticipo). I biancorossi chiudono il campionato vincendo 4-0 in casa del Bologna, con tre delle quattro reti siglate dal "primavera" Grandolfo; si tratta della vittoria in trasferta più larga nella storia del Bari in Serie A e lo stesso Grandolfo è il primo giocatore barese che sigla una tripletta in una trasferta di massima serie. Successivamente, alcune partite di questa stagione, tra cui gli scontri diretti per la salvezza persi contro Lecce, Cesena e Sampdoria, risulteranno truccate per calcioscommesse e molti calciatori del Bari (oltre ad alcuni esponenti del tifo organizzato) verranno indagati e processati mentre Andrea Masiello, che ammetterà di aver segnato volontariamente l'autogol per soldi nel derby perso col Lecce, viene arrestato per scommesse e frode sportiva. Il 4 marzo 2011 il Bari raggiunge il traguardo delle 1.000 partite disputate in Serie A.

### Gli ultimi anni dell'era Matarrese e il fallimento (2011-2014)
Il 13 giugno 2011 il presidente Vincenzo Matarrese e tutto il consiglio d'amministrazione della società rassegnano le dimissioni dopo 28 anni di gestione; da questo momento, sebbene la famiglia Matarrese possiede il 90% del capitale sociale del club, non lo gestisce più direttamente.
Anche per far fronte alle ristrettezze finanziarie della società viene smantellata quasi tutta la rosa (vengono venduti anche Barreto e Gazzi). Il portiere Gillet, per 10 anni in biancorosso e a lungo capitano della squadra si congeda dal Bari. La squadra viene affidata al tecnico Vincenzo Torrente e rifondata soprattutto su giovani. I due successivi campionati con Torrente, con penalizzazioni di 6 punti nella stagione 2011-2012 e 7 punti nella stagione 2012-2013 (penalizzazioni inflitte a causa del ritardato adempimento degli stipendi agli atleti e dei verdetti del processo sul calcio scommesse), vengono concluse dai galletti in posizioni di metà classifica; le prestazioni di diversi giovani calciatori reclutati vengono ritenute soddisfacenti. Nelle due stagioni succitate lo stadio San Nicola registra un nuovo calo di spettatori.
Nel giugno del 2013 Torrente si dimette e dopo due settimane sotto la guida tecnica di Carmine Gautieri, dimessosi anch'egli, la rosa barese viene affidata a Roberto Alberti Mazzaferro, coadiuvato da Nunzio Zavettieri e Giovanni Loseto. I Matarrese riducono la quantità di denaro versata nella società calcistica che, indebitata come altre imprese della holding di famiglia (nel febbraio del 2014 il debito del Bari ammonterà a circa 30 milioni di euro), mette in atto un'autogestione e cerca allo stesso tempo degli acquirenti.
All'inizio del 2014 la società rischia seriamente il fallimento (e alcuni creditori pignorano parti del patrimonio societario), mentre sono arenate o chiuse le trattative di vendita della stessa; nel febbraio dello stesso anno i tifosi, che l'anno precedente già avevano richiesto chiaramente un cambio di proprietà per la squadra biancorossa, manifestano in favore di un tempestivo "autofallimento" dell'impresa calcistica, per rendere possibile il mantenimento da parte del Bari Calcio, del titolo sportivo (ossia la categoria), soluzione auspicata anche in precedenza, dal sindaco di Bari Michele Emiliano. Riscontrata l'impossibilità di saldare la massa debitoria del club, l'assemblea dei soci dell'A.S. Bari autorizza l'autofallimento dello stesso, dichiarato ufficialmente il 10 marzo 2014; la società calcistica viene affidata a due curatori fallimentari, che provvedono a sanare i debiti e mettono all'asta l'azienda, comprensiva di titolo sportivo e parco giocatori, incluse le formazioni giovanili, e vari beni mobili.

## Il FC Bari 1908 (2014-2018)
Alla terza asta fallimentare per l'acquisto dell'azienda Bari Calcio, tenutasi il 20 maggio con un prezzo base ribassato a due milioni (dai 4,3 milioni iniziali), il Football Club Bari 1908, rappresentato dall'ex arbitro Gianluca Paparesta, si aggiudica i beni aziendali prima appartenuti all'A.S. Bari per 4,8 milioni di euro; tre giorni dopo viene stipulato il contratto di acquisto.
In campionato la squadra, che dopo il fallimento è stata supportata da un numero sempre crescente di tifosi, per effetto del suo settimo posto finale ottenuto con una grande rimonta nel girone di ritorno, si qualifica ai play-off per la promozione in Serie A, dove viene eliminata alle semifinali dal Latina in virtù del miglior piazzamento in classifica dei pontini, dopo un doppio pareggio.
La nuova società attua vari cambiamenti rispetto alla gestione precedente ma il rendimento della squadra è al di sotto delle aspettative. I biancorossi si qualificano ai play-off per la Serie A nella stagione 2015-2016, allenati da Andrea Camplone, ma sono sconfitti 3-4 dal Novara nel match preliminare disputato al San Nicola, venendo eliminati. Nell'estate 2015 è stato ceduto il centravanti Francesco Caputo, che, in biancorosso dal 2008 (nel 2009-2010 in prestito alla Salernitana) ha totalizzato 48 reti in 150 partite disputate.
Il 3 giugno 2016 l'imprenditore Cosmo Antonio Giancaspro, fino ad allora socio di minoranza del club, ottiene la maggioranza delle azioni in quanto unico sottoscrittore dell'aumento di capitale sociale pari a 7,5 milioni di euro, deliberato in precedenza dall'assemblea dei soci (quindi, Paparesta perde il controllo sostanziale della società); il 22 giugno dello stesso anno l'assemblea nomina Giancaspro amministratore unico in rappresentanza della sua "Kreare Impresa Srl".
Il 16 luglio 2018, dopo un'annata conclusa al settimo posto e l'eliminazione al primo turno dei play-off contro il Cittadella, con Fabio Grosso alla guida della squadra, questa viene estromessa dal campionato di Serie B a causa della mancata ricapitalizzazione e dei debiti pregressi, fallendo dopo quattro anni di esercizio. A differenza del 2014, a causa delle difficoltà a reperire in poco tempo nuovi gruppi imprenditoriali idonei, viene perso anche il titolo sportivo, per la prima volta dopo 88 anni.

## La SSC Bari della famiglia De Laurentiis (dal 2018)
Il 31 luglio 2018 il sindaco di Bari Antonio Decaro affida il titolo sportivo di Serie D, concesso dalla FIGC in ragione della tradizione sportiva biancorossa, alla Filmauro di Aurelio De Laurentiis.
La squadra, allenata dal tecnico Giovanni Cornacchini, ottiene la promozione in Serie C con due giornate di anticipo per effetto del primo posto nel girone I. Nel corso del campionato di Serie C 2019-2020 il Bari passa dalla guida tecnica di Cornacchini a quella di Vincenzo Vivarini, che lo porta al secondo posto nel girone C di categoria: pur avendo ottenuto 27 risultati utili consecutivi tra campionato e play-off, la squadra manca la promozione in cadetteria perdendo per 1-0 la finale degli spareggi contro la Reggio Audace. L'annata seguente, più tribolata, vede alternarsi alla guida tecnica Gaetano Auteri, Massimo Carrera e nuovamente Auteri, che conduce la squadra al quarto posto in classifica e ai successivi play-off, dove il Bari elimina il Foggia, ma viene eliminato al primo turno della fase nazionale degli spareggi dalla Feralpisalò.
Nell'annata 2021-2022 il Bari del tecnico Michele Mignani, rinforzato da alcuni innesti d'esperienza, staziona da inizio campionato stabilmente al primo posto della classifica e si aggiudica, con tre turni d'anticipo rispetto alla conclusione della stagione regolare, la promozione in Serie B, tornandovi così dopo quattro anni d'assenza a causa del fallimento del Football Club Bari 1908. Da neopromossa in serie cadetta, nel 2022-2023 la squadra barese disputa un ottimo campionato, classificandosi al terzo posto e accedendo, dunque, ai play-off per la promozione in massima serie; agli spareggi elimina il Südtirol in semifinale, poi perde la finale contro il Cagliari (1-1 in Sardegna e 0-1 al San Nicola). Nell'annata seguente, molto travagliata, si avvicendano sulla panchina del Bari quattro allenatori (Michele Mignani, Pasquale Marino, Giuseppe Iachini e Federico Giampaolo): la squadra, pur chiudendo al diciassettesimo posto a pari punti con l'Ascoli, riesce a evitare la retrocessione diretta per il vantaggio negli scontri diretti con i marchigiani e viene ammessa al play-out contro la Ternana, dove ottiene la salvezza (1-1 in casa e 0-3 in trasferta).